# Siricidae
Los sirícidos (Siricidae) son una familia de himenópteros del suborden Symphyta conocidos como avispas de la madera. Las hembras depositan sus huevos en la madera de los árboles y las larvas cavan túneles alimentándose de la madera.
Hay 150 especies en diez géneros vivientes y se conocen varios géneros fósiles.

## Descripción
Cuerpo cilíndrico. Los adultos suelen ser de color azul, castaño o negro con partes amarillas. Pueden llegar a medir 4 o 5 cm sin contar el ovipositor. Presentan una gran variación en tamaño dentro de la misma especie. El último segmento abdominal de ambos sexos presenta una espina en la parte dorsal que no debe confundirse con el ovipositor de las hembras, que se encuentra en la región ventral del final del abdomen.

## Ecología

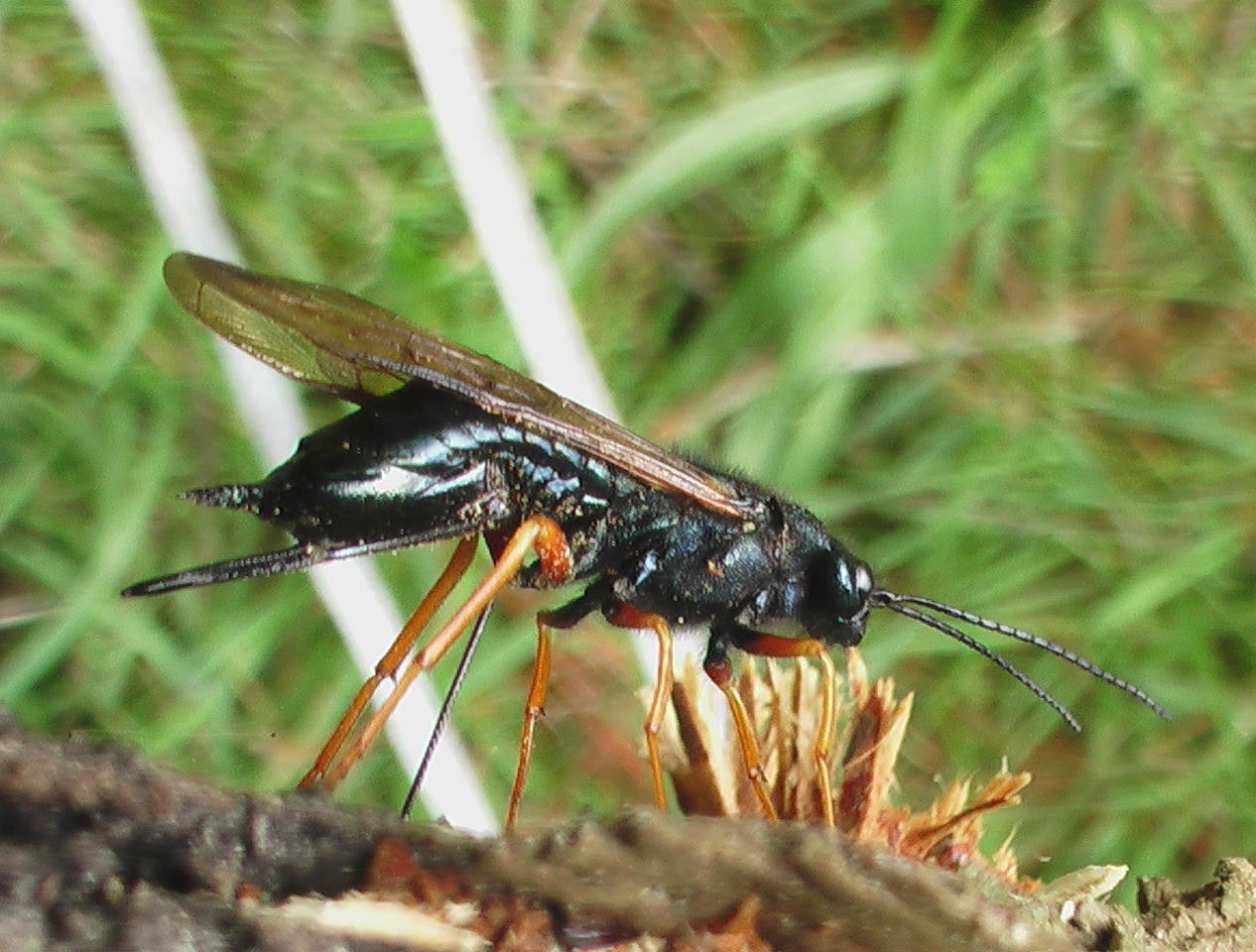
Sirex noctilio (Nueva Zelanda) en Pinus radiata

Las hembras depositan sus huevos en la madera de los árboles y las larvas cavan túneles alimentándose de la madera. Requieren la ayuda de hongos simbióticos para digerir la celulosa. Pueden necesitar de uno a tres años para completar su crecimiento. Antes de convertirse en pupas suelen migrar hasta cerca de la superficie del tronco y permanecer apenas debajo de la corteza. Algunas especies son plagas de la madera de gran importancia económica.
Un importante control biológico es la avispa parásita icneumónida Rhyssa persuasoria que deposita sus huevos en las larvas de Sirex, de las que se alimentan causándoles la muerte. También hay gusanos nematodos que los atacan.

## Géneros
Estos géneros pertenecen a Siricidae:
- Afrotremex Pasteels, 1951
- Eriotremex Benson, 1943
- Sirex Linnaeus, 1760
- Siricosoma Forsius, 1933
- Sirotremex Smith, 1988
- Teredon Norton, 1869
- Tremex Jurine, 1807
- Urocerus Geoffroy, 1762
- Xeris Costa, 1894

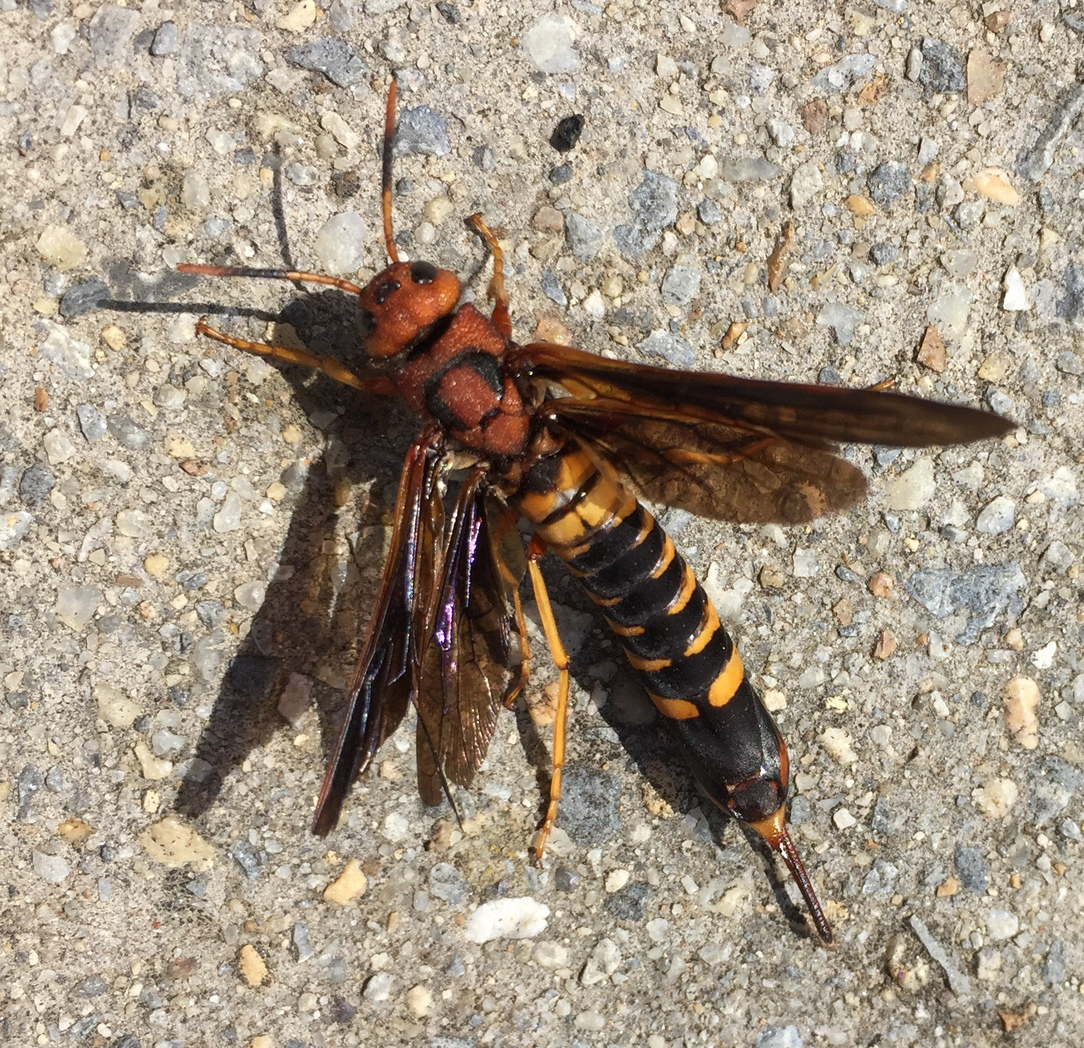
Tremex columba.

- Xoanon Semenov-Tian-Shanskii, 1921
- † Aulisca Rasnitsyn, 1968
- † Cretosirex Wang, Rasnitsyn, Han & Ren, 2018
- † Emanrisca Rasnitsyn, 1993
- † Eoxeris Maa, 1949
- † Gigasirex Rasnitsyn, 1968
- † Liasirex Rasnitsyn, 1968
- † Megaulisca Rasnitsyn, 1968
- † Megura Rasnitsyn, 1968
- † Pararchexyela Rasnitsyn, 1968
- † Proximoxeris Nel, 1991
- † Urocerites Heer, 1867
- † Ypresiosirex Archibald & Rasnitsyn, 2015